# Бранденбург, Хуберт
Хуберт Бранденбург (нем. Hubertus Brandenburg; 17 ноября 1923, Оснабрюк, Германия — 4 ноября 2009, Оснабрюк, Германия) — немецкий прелат, облат и член Мальтийского ордена.Епископ Стокгольма с 21 ноября 1977 по 17 ноября 1998.

## Биография
Хуберт Бранденбург родился в 1923 году в Оснабрюке. Среднее образование получил в гимназии Carolinum, после окончания которой был призван в армию и служил в военно-морском флоте. Вернувшись с военной службы, Хуберт Бранденбург изучал экономику и юридическое право, и позднее теологию в Вестфальском университете в Мюнстере.
20 декабря 1952 года Хуберт Бранденбург был рукоположён в священника и служил в Гамбурге, потом — финансовым директором епархии Оснабрюка.
12 декабря 1974 года римский папа Павел VI назначил Хуберта Бранденбурга вспомогательным епископом оснабрюкской епархии. 26 января 1975 года Хуберт Бранденбург был рукоположён в епископа.
В 1976 году Хуберт Бранденбург вступил в Мальтийский орден.
21 ноября 1977 года Римский папа Павел VI назначил епископа Хуберта Бранденбурга ординарием стокгольмской епархии. На этой должности он находился до 17 ноября 1998 года, когда в возрасте 75 лет ушёл на пенсию.

## Награды
- 13 мая 1972 года Хуберт Бранденбург был награждён званием Командора со звездой Ордена Святого Гроба Господнего Иерусалимского.